# Frasnien
| Systeem                                 | Serie         | Etage       | Ouderdom (Ma) |
| --------------------------------------- | ------------- | ----------- | ------------- |
| Carboon                                 | Mississippien | Tournaisien | jonger        |
| Devoon                                  | Boven         | Famennien   | 358,9–372,2   |
| Devoon                                  | Boven         | Frasnien    | 372,2–382,7   |
| Devoon                                  | Midden        | Givetien    | 382,7–387,7   |
| Devoon                                  | Midden        | Eifelien    | 387,7–393,3   |
| Devoon                                  | Onder         | Emsien      | 393,3–407,6   |
| Devoon                                  | Onder         | Pragien     | 407,6–410,8   |
| Devoon                                  | Onder         | Lochkovien  | 410,8–419,2   |
| Siluur                                  | Pridoli       | Pridoli     | ouder         |
| Indeling van het Devoon volgens de ICS. |               |             |               |

Het Frasnien (Vlaanderen: Frasniaan) is de onderste lithostratigrafische etage (of de vroegste tijdsnede) in het Boven-Devoon. Daarmee heeft het een ouderdom van 382,7 ± 1,6 tot 372,2 ± 1,6 Ma (miljoen jaar). Het werd voorafgegaan door het Givetien en ligt onder het Famennien. Uit deze periode dateren onder andere kalkstenen uit de Eifel en de Ardennen.

## Naamgeving
De naam is afgeleid van het Belgische stadje Frasnes-lez-Couvin, vlak ten noorden van Couvin. De huidige etage werd in 1879 door de Franse geoloog Jules Gosselet ingevoerd, hoewel Jean d'Omalius d'Halloy in 1862 al over een "Système du calcaire de Frasne" schreef. Het Frasnien werd in 1981 door de ICS aangenomen als naam voor de onderste etage in het Boven-Devoon.

## Definitie
De basis van het Frasnien wordt gedefinieerd door het eerste voorkomen van de conodont Ancyrodella rotundiloba. De GSSP van het Frasnien bevindt zich op de Col du Puech de la Suque bij het Franse St. Nazaire-de-Ladarez (department Hérault).
De top wordt gekenmerkt door het begin van de Laat-Devonische extinctie (Kellwasser event), waarbij meer dan 40% van alle geslachten van marien leven waaronder ongeveer 70% van de ongewervelden verdween. Daaronder zijn ook sommige belangrijke gidsfossielen, zoals de conodonten Ancyrodella en Ozarkodina en goniatieten Gephuroceratidae en Beloceratidae. 